# الرمال العربية (كتاب)
الرمال العربية (بالإنجليزية: Arabian Sands)‏، كتاب في التاريخ والجغرافيا ألفه ويلفريد ثيسيجر، وهو رحالة بريطاني. ولد في أديس أبابا عام 1910 وتوفي عام 2003. سافر إلى كل من جزيرة العرب والعراق وإيران وباكستان وغرب أفريقيا وكتب عنها عدة كتب اشهرها «الرمال العربية»، وهو كتاب تاريخي و جغرافي مهم. ويصف هذا الكتاب الأسفار التي قام بها الرحالة ويلفريد ثيسيجر حيث عبر الربع الخالي وما حوله بين عامي 1945 إلى عام 1950. ويعد الكتاب من أحسن أعماله التي توثق عبوره مرتين للربع الخالي مع دليله البدوي وأصدقائه من قبيلة الرواشد الكثيرية وهم سالم بن كبينة وسالم بن غبيشة، خلال السنوات (1946 ، 1950) للميلاد.
كتاب «الرمال العربية» يزود القارئ بتفاصيل كثيرة عن هاتين الرحلتين،من خلال وصفه للحياة في هذه المنطقة من الجزيرة الداخل العماني، من ضمن القليل المتوفر عن فترة ما قبل النفط. كان ثيسيجر واحدا من الأجانب القلائل الذين حصلوا على فرصة قضاء فترة طويلة في الداخل العماني. في الحقيقة كما أشار إلى ان تحديد حدود عمان كان أمرا صعبا في أواخر الأربعينيات، وأخذته تنقلاته إلى مناطق تحت سيطرة عدد من الدول تشمل المملكة العربية السعودية، و سلطنة عمان والإمارات العربية المتحدة.
ذكر الرحالة البريطاني حادثة واحدة عندما اقترح أن يحاول إظهار نفسه كسوري سأله رفاقه البدو: أين تقع سوريا؟ الحادثة تشير إلى مدى عزلة المنطقة في ذلك الوقت ليس عن الغرب فقط، ولكن عن مناطق أخرى من العالم العربي. كان ثسيجر مشاهدا دقيقا وكان مشاركا أيضا وفي معرفة الأنساب كان يستخدم الوسائل المبدئية التي يستخدمها عالم الأثنوجرافيا استخدم قدراته للكتابة والوصف. يقع الكتاب في (245) صفحة من القطع العادي. ويحتوي الكتاب ثلاث مقدمات عن الحاجة إلى إنشاء المدن والقرى، وخواص البلاد، وتأثير البيئة على السكان والنبات والحيوان.

## معرض الصور

كتاب الرمال العربية طبع عام 1950
كتاب الرمال العربية طبع عام 1959
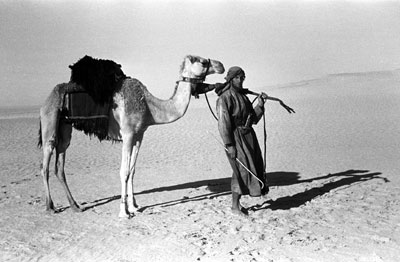
ويلفريد ثيسيجر